# Isidor Walter
Isidor Walter (* 12. Mai 1872 in Neustettin; † 2. April 1943 im KZ Theresienstadt) war Landesrabbiner von Anhalt, einer der Vorsteher der Anhalt-Loge von B’nai B’rith und Opfer des Nationalsozialismus.

## Leben

### Karriere
Walter wurde in Neustettin geboren und studierte von 1891 bis 1897 an der Berliner Hochschule für die Wissenschaft des Judentums. Im Jahre 1900 wurde er Rabbiner in Dessau und Landesrabbiner von Anhalt. Walter wurde durch seine umfassende Bildung und seinen feierlich gestalteten Gottesdienst zu einer der führenden Persönlichkeiten des anhaltischen Judentums. Walter wirkte auch als Religionslehrer. Am 27. September 1905 weihte er die neue Synagoge an der Wolfsbrücke in Zerbst ein.
Im Ersten Weltkrieg wirkte Walter als Seelsorger für die jüdischen Soldaten und Verwundeten des Heeresbezirks Dessau, Zerbst und Wittenberg. Ab 1925 war er Herausgeber des Jüdischen Gemeindeblatts für Anhalt und Umgegend, welches er bis 1934 veröffentlichte und  in dem er selbst auch zahlreiche Artikel schrieb. Walter versuchte zwischen den verschiedenen Strömungen der jüdischen Gemeinden in Anhalt (liberal, orthodox und zionistisch) Frieden zu stiften und wurde 1925 auch Präsident der Anhalt-Loge von B’nai B’rith.

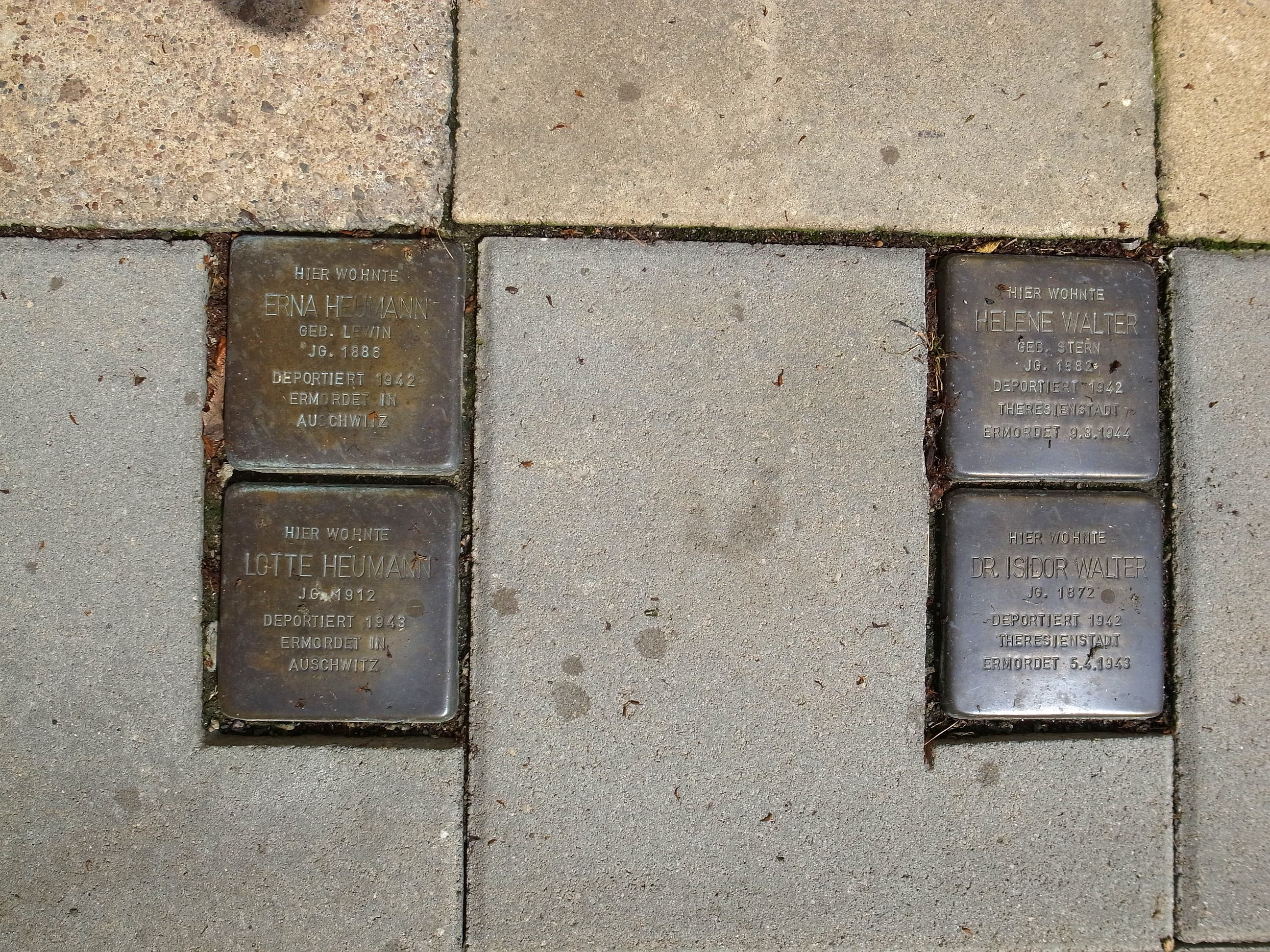
Stolperstein für Dr. Isidor Walter (unten rechts)

1929 wurde er Mitglied des Komitees zur Gestaltung der Feierlichkeiten zu Moses Mendelssohns 200. Geburtstag. Er erkannte früh die Gefahr der NSDAP und wandte sich im September 1932 öffentlich in einem Zeitungsartikel gegen die NSDAP-geführte Landesregierung des Freistaates Anhalt. 1933 wurde er in seiner Position als Landesrabbiner entlassen, konnte aber am 12. Mai 1934 vom Landesverband Anhaltischer Israelitischer Kultusgemeinden bis 1939 eine neue Position als Landesrabbiner erhalten. Aufgrund der Novemberpogrome 1938 wurde Walter für kurze Zeit im KZ Buchenwald inhaftiert. Nach seiner Freilassung plante Walter mit seiner Ehefrau auszuwandern, was aber nicht gelang.
Das Ehepaar zog daraufhin nach Berlin, wo sie am 27. oder 28. Juli 1942 nach Theresienstadt deportiert wurden. Am 2. oder 5. April 1943 starb er dort. Am 28. Oktober 2010 wurde ein Stolperstein für ihn und seine Frau verlegt. Seit 2019 gibt es Bestreben durch die örtliche SPD, eine Straße in Dessau nach ihm zu benennen.

### Familie
Walter heiratete die aus Königshütte stammende Helene Walter, geb. Stern (1882–1944) und bekam mit ihr zwei Kinder:
- Edith (1908–?), Religionslehrerin, konnte nach Palästina emigrieren
- Ernst (1910–nach 1960), konnte nach Palästina emigrieren[7]

## Publikationen
- Der wahre jüdische Geist. Ein offener Brief. Dessau 1924
- Das rituelle Schächten. 1925 bis 1935